# Ci vuole un fisico
Ci vuole un fisico è un film del 2018 diretto da Alessandro Tamburini.
E' tratto dall'omonimo cortometraggio del 2013.

## Trama
Alessandro ha un appuntamento con Francesca, la ragazza dei suoi sogni: un nove pieno, nella classifica ingenerosa che colloca le persone su una scala da uno a dieci in base al loro aspetto fisico. Anna ha un appuntamento con Pietro per cui ha perso trenta chili in tre mesi, proprio cercando di conformarsi a quel canone estetico che ha poco spazio per la differenza individuale. L'appuntamento di entrambi è fissato nello stesso ristorante di Modena, ma ad entrambi verrà data buca: il frequente destino di chi appartiene alla categoria "un po' sopra il brutto" e molto sotto la sicurezza di sé, cui appartengono sia Alessandro che Anna. Proprio dal reciproco incontro potrà (forse) scaturire quella consapevolezza di sé e quella sana attitudine a fregarsene delle apparenze (proprie e altrui) che apre la porta alle relazioni di qualità.

## Produzione
Le riprese si sono svolte a tra ottobre e novembre del 2016 tra Modena, Formigine, Montale Rangone, Comacchio, San Cesario sul Panaro.

## Location
Il film è ambientato a Modena dove sono anche state effettuate le riprese, tra cui la Ghirlandina, Piazza della Pomposa, Via Berengario, Piazza Roma e alcuni locali noti.

## Distribuzione
Il film è stato distribuito il 23 marzo 2018.